# Leptogenys minchinii
Leptogenys minchinii é uma espécie de formiga do gênero Leptogenys, pertencente à subfamília Ponerinae.